# Echiichthys vipera
El salvariego (Echiichthys vipera) es una especie de pez perciforme de la familia Trachinidae.

## Morfología
Los machos pueden llegar alcanzar los 15 cm de longitud total.

## Distribución
Se encuentra desde el mar del Norte hasta el Mediterráneo Marruecos, Madeira y Canarias.